# Maison à la Rose
La « Maison à la Rose » (appelée « De Roos » ou « Den Tinnen Schotel » en néerlandais) est une maison de style baroque située au numéro 97 de la rue du Marché aux Herbes à Bruxelles, tout près de la Maison de la Lunette, à quelques dizaines de mètres de la Grand-Place.
Elle ne doit pas être confondue avec la « Maison de la Rose » située sur la Grand-Place.

## Historique
La façade baroque de la Maison à la Rose date dans son ensemble de 1697, mais ses grandes fenêtres rectangulaires ont été adaptées au XIXe siècle et la frise qui surmonte la devanture du rez-de-chaussée date de la fin du XIXe siècle,.

## Statut patrimonial
La maison fait l'objet d'un classement au titre des monuments historiques depuis le 29 octobre 1992 sous la référence 2043-0189/0,.

## Architecture
La Maison à la Rose possède une façade et un pignon de style baroque datant de 1697,.
Cette étroite façade de quatre niveaux et deux travées, enduite et peinte en blanc, est constituée d'un rez-de-chaussée commercial moderne en bois, de trois étages et d'un pignon baroque,.
La devanture du rez-de-chaussée est surmontée d'une frise rose de style néo-gothico-Renaissance de la fin du XIXe siècle, constituée de quatre arcades ogivales trilobées ornées des emblèmes des brasseurs et surmontées des noms des variétés de bières d'orge et lambic gueuse, en français et en néerlandais,.
Ces arcades encadrent un cartouche affichant le nom de la maison en néerlandais « Hier ist in de Roos », surmonté d'une niche abritant une statuette féminine, sommée du nom de la maison en français « À la Rose »,.
La façade est sommée d'un pignon à volutes, percé d'une baie cintrée et d'un oculus couronné par un larmier cintré,.

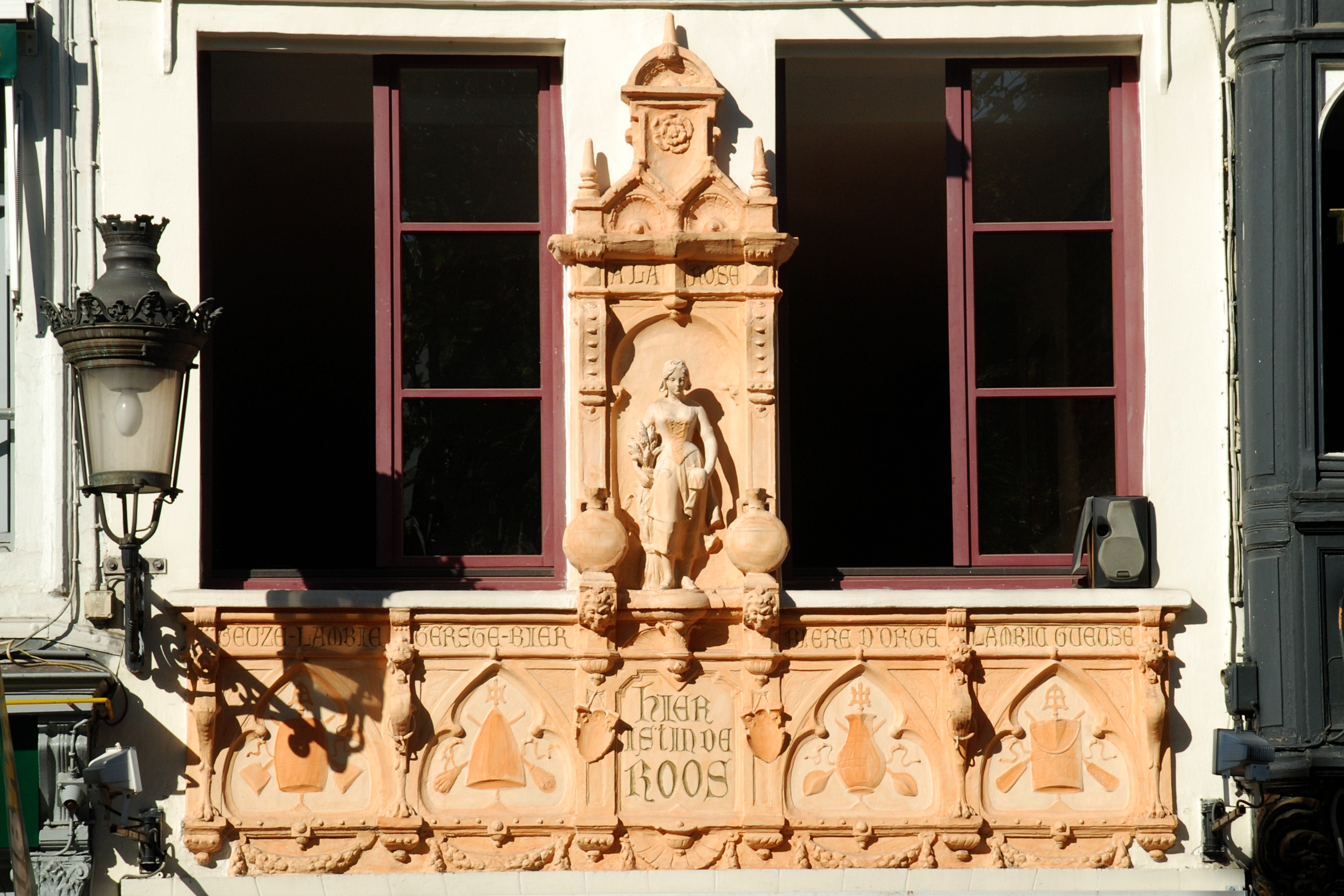
L'enseigne.
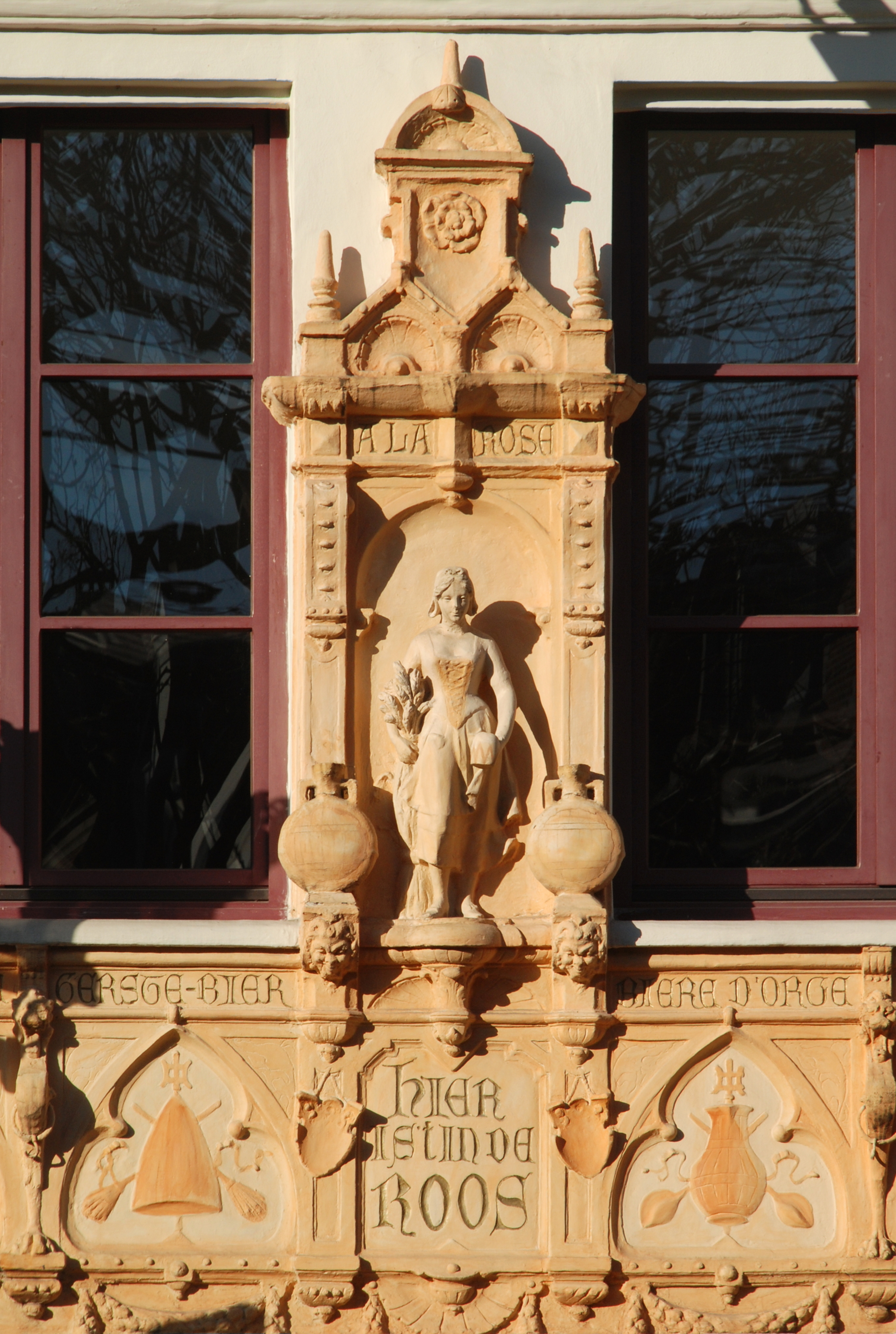
La statuette.
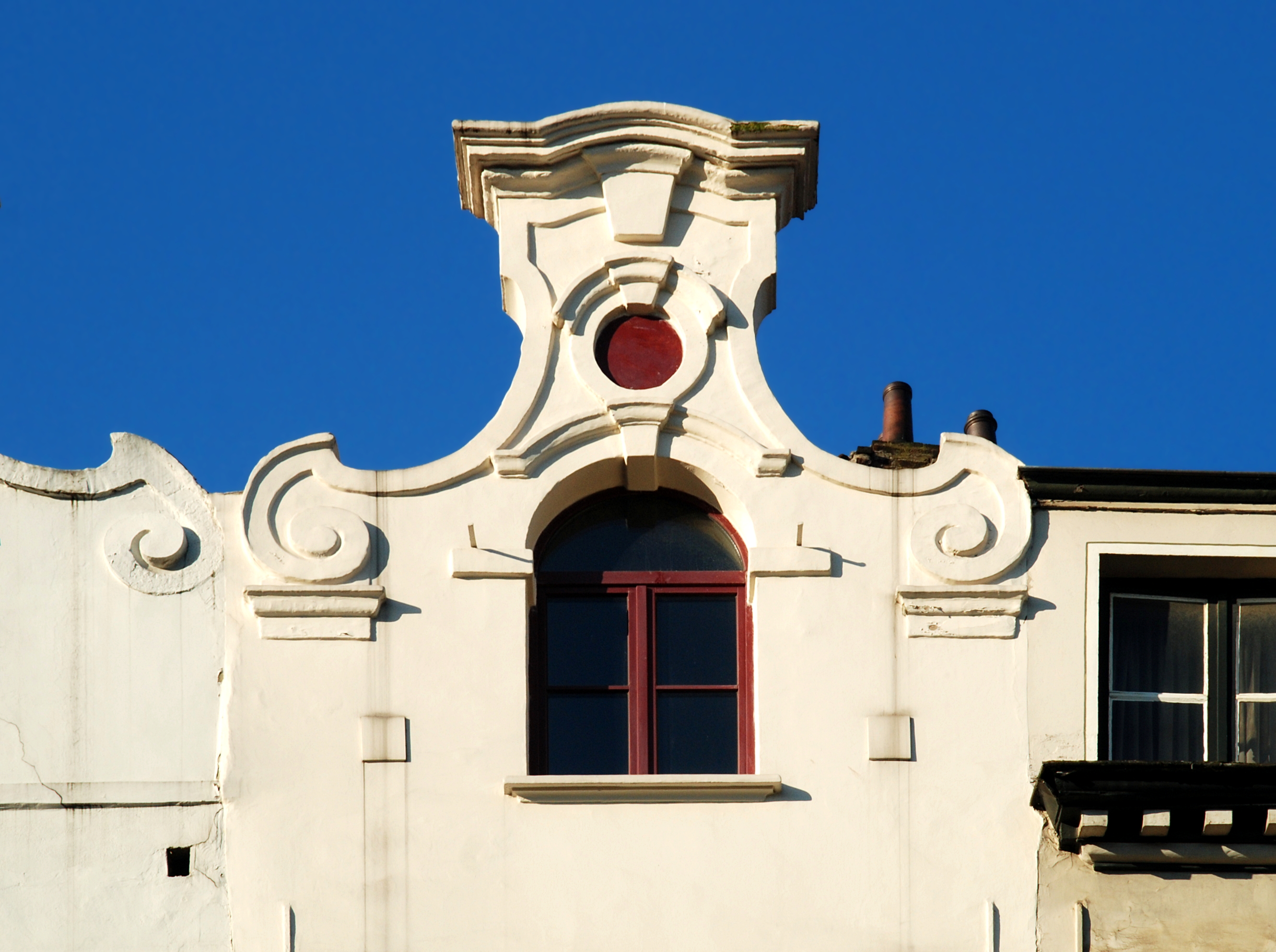
Le pignon baroque.

## Accessibilité
| ___ | Ce site est desservi par la station de métro : Gare Centrale. |